# Atarrabi & Mikelats
Atarrabi & Mikelats ist ein Fantasyfilm von Eugène Green, der im September 2020 im Rahmen des San Sebastian International Film Festivals seine Premiere feierte. Die titelgebenden Brüder sind der vorchristlichen baskischen Mythologie entnommen.

## Handlung
Atarrabi und Mikelatz sind Brüder, die im Abstand von wenigen Minuten geboren wurden. Die Mutter der beiden Halbgötter, die scheinbar nicht altern, ist die mächtige Göttin Mari, ihr Vater ein Sterblicher, den sie noch in der Nacht der Zeugung tötete. Sie vertraut beide Söhne dem Teufel für ihre Erziehung an, weil sie selbst keinen mütterlichen Instinkt hat.
Der neugierige Atarrabi möchte die Welt jenseits ihrer Höhlen sehen. Mikelats hingegen will bei seinem Lehrer und Meister bleiben. Er leistet ihm gegenüber einen Treueid, durch den er seine Seele verpfändet und erhält im Gegenzug die Unsterblichkeit. Atarrabi flieht aus den Höhlen, die er als ein Gefängnis empfindet, um die Welt jenseits der ihnen bekannten zu erkunden. Draußen versucht Atarrabi Mönch in einem Kloster in einem Nachbardorf zu werden. Doch es gibt ein Problem, denn Pater Superior bemerkt, dass der junge Mann keinen Schatten hat.

## Mythologisches

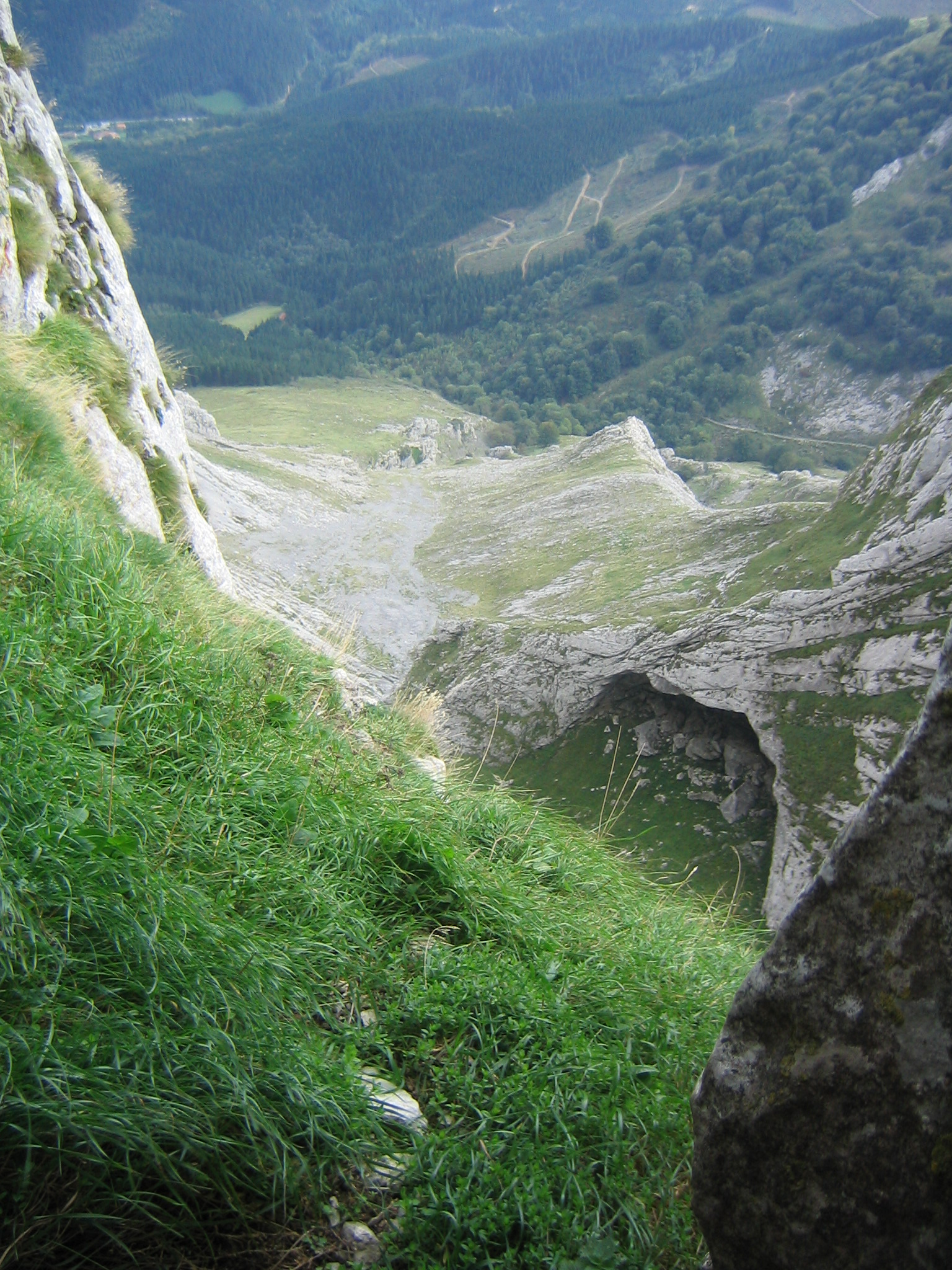
Die baskische Göttin Mari, auch „Anboto-Dame“ genannt, soll im Berg Anboto in der Bizkaia gelebt haben

Mari, die höchste baskische Gottheit der vorchristlichen baskischen Mythologie und gleichbedeutend mit Mutter Erde, hatte zwei Söhne, die sie dem Teufel anvertraute: den bösen Mikelatz und den gütigen Atarrabi, die immer uneins sind und somit eine frühchristliche Darstellung von Gut und Böse darstellen. Während Atarrabi beschließt, unter Sterblichen zu leben und versucht, Priester zu werden, bleibt Mikelatz in den unterirdischen Höhlen, um von seinem Adoptivvater die dunklen Künsten zu lernen. Gut und Böse werden unverblümt in zwei symmetrische Hälften getrennt. Das Weltbild der baskischen Mythologie weist Bezüge zum Sonnenkult auf und gilt als schwer zugänglich, da die Mythen durch die Inquisition im späten Mittelalter aus der Religion in den Bereich der Volksmärchen verdrängt wurden.

## Produktion
Die Geschichte, die dem Film seinen Titel gibt, stammt aus den Zusammenstellungen des baskischen Ethnologen José Miguel de Barandiarán. Regie führte der französische Theater- und Filmregisseur, Schriftsteller und Essayist Eugène Green. Er gestaltete den Film als eine moderne Fabel, an der Grenze zwischen Spiritualität und Satire.
Green zitiert zu Beginn des Films aus Ulisses von Fernando Pessoa, dem Begründer der modernen Dichtung Portugals: „O mito è o nada que è tudo. O mesmo sol que abre os céus, È um mito brilhante e mudo – O corpo morto de Deus, Vivo e desnudo“ („Der Mythos ist das Nichts, das alles ist. Dieselbe Sonne, die den Himmel öffnet, Es ist ein brillanter und stiller Mythos - Der tote Körper Gottes, Lebendig und nackt.“)
Die Geschwister Saia und Lukas Hiriart sind in den Titelrollen von Atarrabi und Mikelatz zu sehen. Grenn lässt Atarrabi und Mikelats in der baskischen Sprache Euskara sprechen und wie das Paar am Ende von La Sapienza oft direkt in die Kamera blicken, was den Film zwar stilisiert wirken lasse, doch mit einer entwaffnend unschuldigen ursprünglichen Aufrichtigkeit daherkomme, so Owen Gleiberman. Die Figuren legten dabei keinen Sinn für Ironie an den Tag, wenn sie die Wahrheit darüber erzählen, wer sie sind. Thierry Biscary spielt den Teufel, dem ihre Mutter die beiden Söhne anvertraute. Ainara Leemans spielt Udana, die junge Frau aus dem Dorf, die Atarrabi heiraten will.
Die Aufnahmen entstanden 2019 auf Korsika und im Baskenland. Als Kameramann fungierte Raphaël O’Byrne. Das Szenenbild schuf Astrid Tonnelier, die Kostüme stammen von Agnès Noden.
Die Filmmusik komponierte Joël Merah.
Die erste Vorstellung des Films erfolgte am 23. September 2020 im Rahmen des San Sebastian International Film Festivals. Ende September, Anfang Oktober 2020 wurde Atarrabi & Mikelats beim virtuellen New York Film Festival gezeigt. Ende Oktober 2020 ist eine Vorstellung bei der Viennale geplant.

## Rezeption

### Kritiken
Owen Gleiberman von Variety beschreibt Atarrabi & Mikelats als ein zeitgenössisches und gleichzeitig mittelalterliches Moralstück, und Eugène Green stelle die Hölle in diesem allegorischen Film als einen verlockenden Ort des Vergnügens, der Sucht und des Lebens für den Moment dar und damit auch der Selbstherrlichkeit der westlichen Welt. Atarrabis Suche hingegen sei die nach Transzendenz, um das Primat seiner selbst aufzugeben und mit allem um ihn herum zu verschmelzen.
Miguel Muñoz Garnica vom EAM Magazine schreibt, Green spiele mit der Zeitlosigkeit, und der archaische Charakter der Geschichte von Atarrabi & Mikelats kollidiere mit dem zeitgenössischen Setting des Films und dem Humor des Filmemachers. Einerseits rezitieren die Figuren Texte und verfügten über ein uraltes Wissen über die Welt: „Auf der anderen Seite tragen sie zeitgenössische Kleidung, der Teufel verübt seine Gemeinheiten von einem Mac aus, während er Rap über seine Kopfhörer hört, und er verfügt über einen Lebenslauf, der einen Master-Abschluss in Betriebswirtschaft beinhaltet, was auf Englisch ausgesprochen wird und damit in völligem Kontrast zu dem Baskisch steht, das ansonsten im Film gesprochen wird“, so Garnica.

### Auszeichnungen
IndieLisboa 2021
- Nominierung als Bester Spielfilm für den Silvestre Award (Eugène Green)[12]

San Sebastian International Film Festival 2020
- Nominierung für den Irizar Basque Film Award